# Тейлор, Уолтер (футболист)
Уо́лтер Те́йлор (англ. Walter Taylor; 1901 — дата смерти неизвестна) — английский футболист, нападающий.
Начал футбольную карьеру в любительском клубе «Нью-Миллз» из Дербишира. В декабре 1921 года перешёл в «Манчестер Юнайтед», который заплатил за него 25 фунтов. Свой единственный матч за клуб провёл 2 января 1922 года, выйдя на поле в игре Первого дивизиона против «Шеффилд Юнайтед». Больше в основной состав «Юнайтед» не попадал, и в апреле 1922 года покинул клуб.